# Copa Libertadores 1984
Navigation
Édition précédente Édition suivante
La Copa Libertadores 1984 est la 25e édition de la Copa Libertadores. Le club vainqueur de la compétition est désigné champion d'Amérique du Sud 1984 et se qualifie pour la Coupe intercontinentale 1984.
C'est le club argentin du CA Independiente qui remporte le trophée cette année, après avoir battu les tenants du titre brésiliens de Grêmio Porto Alegre. C'est le septième titre continental pour Independiente, qui confirme sa suprématie dans l'épreuve, en étant plus titré que tout autre club sud-américain. L'attaquant de Grêmio Tita est sacré meilleur buteur de la compétition avec un total de huit réalisations.
La compétition conserve le même format que lors de l'édition précédente : les vingt équipes engagées sont réparties en cinq poules (avec pour chaque poule deux clubs de deux pays). Seul le premier de chaque groupe accède au deuxième tour, qui remplace les demi-finales, où ils sont rejoints par le tenant du titre. Deux poules de trois sont formées et le meilleur de chaque poule se qualifie pour la finale, jouée en matchs aller-retour, avec un match d'appui éventuel en cas d'égalité sur les deux rencontres.

## Clubs engagés
- Grêmio Porto Alegre - Tenant du titre
- Estudiantes de La Plata - Vainqueur du tournoi Metropolitano 1983
- CA Independiente - Vainqueur du tournoi Nacional 1983
- Club Bolívar - Champion de Bolivie 1983
- Club Blooming - Vice-champion de Bolivie 1983
- Clube de Regatas do Flamengo - Champion du Brésil 1983
- Santos Futebol Clube - Vice-champion du Brésil 1983
- Universidad Católica - Vainqueur de la Copa Polla Gol 1983
- Club Deportivo O'Higgins - Finaliste de la Copa Polla Gol 1983
- Corporación Deportiva América Cali - Champion de Colombie 1983
- Corporación Popular Deportiva Junior - Vice-champion de Colombie 1983
- Club Deportivo El Nacional - Champion d'Équateur 1983
- Asociación Deportiva Nueve de Octubre - Vice-champion d'Équateur 1983
- Club Olimpia - Champion du Paraguay 1983
- Club Sportivo Luqueño - Vice-champion du Paraguay 1983
- Club Sporting Cristal - Champion du Pérou 1983
- Foot Ball Club Melgar - Vice-champion du Pérou 1983
- Danubio Fútbol Club - 1er de la Liguilla pré-Libertadores 1983
- Club Nacional de Football - 2e de la Liguilla pré-Libertadores 1983
- Universidad de Los Andes Fútbol Club - Champion du Venezuela 1983
- Portuguesa FC - Vice-champion du Venezuela 1983

## Compétition

### Premier tour
| Rang | Équipe                  | Pts | J | G | N | P | Bp | Bc | Diff |  | Résultats (▼ dom., ► ext.) | Ind | Oli | Luq | Est |
| ---- | ----------------------- | --- | - | - | - | - | -- | -- | ---- |  | -------------------------- | --- | --- | --- | --- |
| 1    | CA Independiente        | 9   | 6 | 4 | 1 | 1 | 11 | 5  | +6   |  | CA Independiente           |     | 3-2 | 2-0 | 4-1 |
| 2    | Club Olimpia            | 9   | 6 | 4 | 1 | 1 | 8  | 5  | +3   |  | Club Olimpia               | 1-0 |     | 0-0 | 2-1 |
| 3    | Club Sportivo Luqueño   | 3   | 6 | 0 | 3 | 3 | 2  | 6  | -4   |  | Club Sportivo Luqueño      | 0-1 | 1-2 |     | 0-0 |
| 4    | Estudiantes de La Plata | 3   | 6 | 0 | 3 | 3 | 4  | 9  | -5   |  | Estudiantes de La Plata    | 1-1 | 0-1 | 1-1 |     |

| Rang | Équipe                   | Pts | J | G | N | P | Bp | Bc | Diff |  | Résultats (▼ dom., ► ext.) | UCa | Blo | Bol | Hig |
| ---- | ------------------------ | --- | - | - | - | - | -- | -- | ---- |  | -------------------------- | --- | --- | --- | --- |
| 1    | Universidad Católica     | 9   | 6 | 4 | 1 | 1 | 11 | 5  | +6   |  | Universidad Católica       |     | 0-0 | 3-1 | 2-0 |
| 2    | Club Blooming            | 8   | 6 | 3 | 2 | 1 | 10 | 6  | +4   |  | Club Blooming              | 1-2 |     | 2-1 | 3-0 |
| 3    | Club Bolívar             | 6   | 6 | 2 | 2 | 2 | 10 | 8  | +2   |  | Club Bolívar               | 3-2 | 0-0 |     | 5-1 |
| 4    | Club Deportivo O'Higgins | 1   | 6 | 0 | 1 | 5 | 4  | 16 | -12  |  | Club Deportivo O'Higgins   | 0-2 | 3-4 | 0-0 |     |

| Rang | Équipe               | Pts | J | G | N | P | Bp | Bc | Diff |  | Résultats (▼ dom., ► ext.) | Fla | ACa | Jun | San |
| ---- | -------------------- | --- | - | - | - | - | -- | -- | ---- |  | -------------------------- | --- | --- | --- | --- |
| 1    | CR Flamengo          | 11  | 6 | 5 | 1 | 0 | 19 | 6  | +13  |  | CR Flamengo                |     | 4-2 | 3-1 | 4-1 |
| 2    | América de Cali      | 7   | 6 | 3 | 1 | 2 | 8  | 9  | -1   |  | América de Cali            | 1-1 |     | 2-0 | 1-0 |
| 3    | Deportivo Junior     | 4   | 6 | 2 | 0 | 4 | 9  | 12 | -3   |  | Deportivo Junior           | 1-2 | 4-1 |     | 0-3 |
| 4    | Santos Futebol Clube | 2   | 6 | 1 | 0 | 5 | 5  | 14 | -9   |  | Santos Futebol Clube       | 0-5 | 0-1 | 1-3 |     |

| Rang | Équipe                     | Pts | J | G | N | P | Bp | Bc | Diff |  | Résultats (▼ dom., ► ext.) | Nac | ElN | Dan | Oct |
| ---- | -------------------------- | --- | - | - | - | - | -- | -- | ---- |  | -------------------------- | --- | --- | --- | --- |
| 1    | Club Nacional de Football  | 9   | 6 | 4 | 1 | 1 | 13 | 5  | +8   |  | Club Nacional de Football  |     | 1-1 | 1-0 | 6-0 |
| 2    | Club Deportivo El Nacional | 8   | 6 | 3 | 2 | 1 | 12 | 6  | +6   |  | Club Deportivo El Nacional | 3-1 |     | 3-0 | 3-1 |
| 3    | Danubio Fútbol Club        | 5   | 6 | 2 | 1 | 3 | 8  | 8  | 0    |  | Danubio Fútbol Club        | 0-1 | 1-0 |     | 5-1 |
| 4    | 9 de Octubre               | 2   | 6 | 0 | 2 | 4 | 7  | 21 | -14  |  | 9 de Octubre               | 1-3 | 2-2 | 2-2 |     |

| Rang | Équipe                   | Pts | J | G | N | P | Bp | Bc | Diff |  | Résultats (▼ dom., ► ext.) | LAn | Cri | Por | Mel |
| ---- | ------------------------ | --- | - | - | - | - | -- | -- | ---- |  | -------------------------- | --- | --- | --- | --- |
| 1    | Universidad de Los Andes | 8   | 6 | 4 | 0 | 2 | 6  | 4  | +2   |  | Universidad de Los Andes   |     | 0-1 | 2-0 | 1-0 |
| 2    | Club Sporting Cristal    | 8   | 6 | 4 | 0 | 2 | 8  | 6  | +2   |  | Club Sporting Cristal      | 2-0 |     | 2-1 | 3-2 |
| 3    | Portuguesa FC            | 6   | 6 | 3 | 0 | 3 | 9  | 7  | +2   |  | Portuguesa FC              | 1-2 | 1-0 |     | 4-0 |
| 4    | Foot Ball Club Melgar    | 2   | 6 | 1 | 0 | 5 | 5  | 11 | -6   |  | Foot Ball Club Melgar      | 0-1 | 2-0 | 1-2 |     |

| Match d'appui pour la 1re place | Universidad de Los Andes | 2 - 1 | Club Sporting Cristal | Cali |  |
| 11 mai 1984                     | Itamar ,                 |       | Caballero             |      |  |

### Deuxième tour
| Rang | Équipe                    | Pts | J | G | N | P | Bp | Bc | Diff |  | Résultats (▼ dom., ► ext.) | Ind | Nac | Uni |
| ---- | ------------------------- | --- | - | - | - | - | -- | -- | ---- |  | -------------------------- | --- | --- | --- |
| 1    | CA Independiente          | 6   | 4 | 2 | 2 | 0 | 4  | 2  | +2   |  | CA Independiente           |     | 1-0 | 2-1 |
| 2    | Club Nacional de Football | 3   | 3 | 1 | 1 | 1 | 3  | 2  | +1   |  | Club Nacional de Football  | 1-1 |     | 2-0 |
| 3    | Universidad Católica      | 1   | 3 | 0 | 1 | 2 | 1  | 4  | -3   |  | Universidad Católica       | 0-0 | -   |     |

- La rencontre Universidad Católica (Chili) - Nacional (Uruguay), programmée le 11 juillet 1984, ne s'est pas disputée en raison d'un accord entre les clubs et la CONMEBOL.

| Rang | Équipe                   | Pts | J | G | N | P | Bp | Bc | Diff |  | Résultats (▼ dom., ► ext.) | Grê | Fla | LAn |
| ---- | ------------------------ | --- | - | - | - | - | -- | -- | ---- |  | -------------------------- | --- | --- | --- |
| 1    | Grêmio Porto AlegreT     | 6   | 4 | 3 | 0 | 1 | 14 | 5  | +9   |  | Grêmio Porto Alegre        |     | 5-1 | 6-1 |
| 2    | CR Flamengo              | 6   | 4 | 3 | 0 | 1 | 9  | 7  | +2   |  | CR Flamengo                | 3-1 |     | 2-1 |
| 3    | Universidad de Los Andes | 0   | 4 | 0 | 0 | 4 | 2  | 13 | -11  |  | Universidad de Los Andes   | 0-2 | 0-3 |     |

| Match d'appui pour la 1re place | Grêmio Porto Alegre | 0 - 0 | CR Flamengo | São Paulo |
| 19 juillet 1984                 |                     |       |             |           |

- Grêmio Porto Alegre se qualifie pour la finale en raison d'une meilleure différence de buts générale que Flamengo.

### Finale
| 24 juillet 1984 | Grêmio Foot-Ball Porto Alegrense | 0 - 1 | CA Independiente | Stade Olímpico Monumental, Porto Alegre                 |                                                         |
|                 |                                  |       | 24e Burruchaga   | Spectateurs : 75 000 Arbitrage : Juan Daniel Cardellino | Spectateurs : 75 000 Arbitrage : Juan Daniel Cardellino |

| 27 juillet 1984 | CA Independiente | 0 - 0 | Grêmio Foot-Ball Porto Alegrense | Stade Libertadores de América, Avellaneda   |
|                 |                  |       |                                  | Spectateurs : 60 000 Arbitrage : Mário Lira |

| Vainqueur de la Copa Libertadores 1984 |
| -------------------------------------- |
| CA Independiente Septième titre        |